# 顾学明
顾学明（？—），男，汉族，中华人民共和国政治人物。现任商务部国际贸易经济合作研究院院长，全国政协外事委员会委员。第十三、十四届全国政协委员。